# 紅鰭虹銀漢魚
紅鰭虹銀漢魚，為輻鰭魚綱銀漢魚目虹銀漢魚科的其中一種，分布於印尼巴布亞省Wapoga河流域，為熱帶魚類，體長可達10.2公分，棲息在底中層水域，生活習性不明。

## 擴展閱讀
維基物種上的相關：紅鰭虹銀漢魚